# Дьявол из Джерси (Секретные материалы)
«Дьявол из Джерси» или «Джерсийский дьявол» (англ. «The Jersey Devil») — пятый эпизод первого сезона сериала «Секретные материалы», главные герои которого, специальные агенты ФБР Фокс Малдер (Дэвид Духовны) и Дана Скалли (Джиллиан Андерсон), расследуют сложно поддающиеся научному объяснению преступления, называемые «Секретными материалами».
В данном эпизоде Малдер и Скалли преследуют легендарное существо, которое обитает в окрестностях Нью-Джерси более 40 лет. Эпизод принадлежит к типу «монстр недели» и не связан с основной «мифологией сериала», заданной в пилотной серии.
«Дьявол из Джерси» впервые вышел в эфир на канале Fox 8 октября 1993 года. Общее количество американских домохозяйств, видевших премьерный показ серии, оценивается в 6 200 000. От критиков эпизод получил смешанные отзывы: сюжет рецензенты сочли слабым, но положительно оценили раскрытие персонажа Скалли.

## Содержание
В 1947 году семья едет по  нью-джерсийскому шоссе поздним вечером, когда у их машины пробивает колесо. Отец семейства идет менять колесо, но внезапно его кто-то утаскивает в лес. На следующий день облава из полицейских и местных жителей находит в лесу человеческие кости и остатки тела, а чуть позже – пещеру, в которой кто-то прячется. Обитателя пещеры расстреливают из ружей, не заходя внутрь.
В 1993 году Скалли приходит на работу и рассказывает Малдеру о произошедшем на днях убийстве Роджера Крокетта, бездомного человека, на которого напали и отгрызли руку в лесистой местности в пригороде Атлантик-Сити. Малдер полагает, что смерть связана с инцидентом 1947 года, и агенты отправляются в Нью-Джерси.
В морге Атлантик-Сити Малдер и Скалли встречаются с враждебно настроенным детективом Томсоном из местного полицейского управления, который требует, чтобы агенты не мешали следствию. Скалли уезжает в Вашингтон на день рождения своего крестника, где встречается с Робом, одиноким привлекательным отцом одного из приглашенных мальчиков. Малдер остаётся в Нью-Джерси и опрашивает лесного егеря Булле, который обнаружил тело Крокетта и однажды видел в лесу человека, похожего на неандертальца. После разговора агент  отправляется пешком на окраину Атлантик-Сити, где живут бездомные, в то время как за ним кто-то наблюдает из чащи. На окраине Малдер узнает от бездомного человека по имени Джек, знавшего жертву, что убийца был «Дьявол из Джерси» — человекоподобное существо, которое бродит в пригороде Атлантик-Сити, а полиция скрывает о нём информацию. Малдер даёт бездомному ключи от своего номера в мотеле, и остается на его месте. Ночью существо делает вылазку в город. Роясь в мусорном баке в поисках еды, существо чует Малдера и быстро убегает в лес. Прежде чем Малдер успевает хорошо разглядеть существо, полиция арестовывает его, принимая за бродягу.
В полицейском участке Малдер снова встречается с Томсоном, обвиняя того в нежелании признавать существование «Дьявола из Джерси», чтобы не нарушить туристический бизнес в Атлантик-Сити. Тот в ответ грозит Малдеру проблемами с начальством. В понедельник Скалли вытаскивает Малдера из участка, и они направляются в Университет штата Мэриленд, где доктор Роджер Даймонд подтверждает теорию Малдера о том, что человек, в принципе, может возвратиться к наиболее примитивным животным инстинктам плотоядного неандертальца. Скалли отправляется в Вашингтон на свидание с Робом.
Егерь Булле находит другое тело в лесу. Но на сей раз это труп полуживотного мужского пола. Малдер предполагает, что, возможно, таких существ было два, и вызывает Скалли. Вместе с Булле и Даймондом они прочёсывают заброшенное здание; полиция также пытается захватить лесного жителя. Малдер утверждает, что второе существо окажется женского пола. Внезапно оно нападает, ранит Малдера и убегает в лес. Полицейские преследуют и убивают существо, несмотря на протесты Малдера. Результаты вскрытия трупа показывают, что женское существо недавно родило, и Малдер считает, что оно приходило в город в поисках еды для своего детёныша, после того как самец умер. Где-то в лесу ребёнок существа выглядывает из-за камней, с любопытством наблюдая за путешествующими отцом и сыном.

## Создание

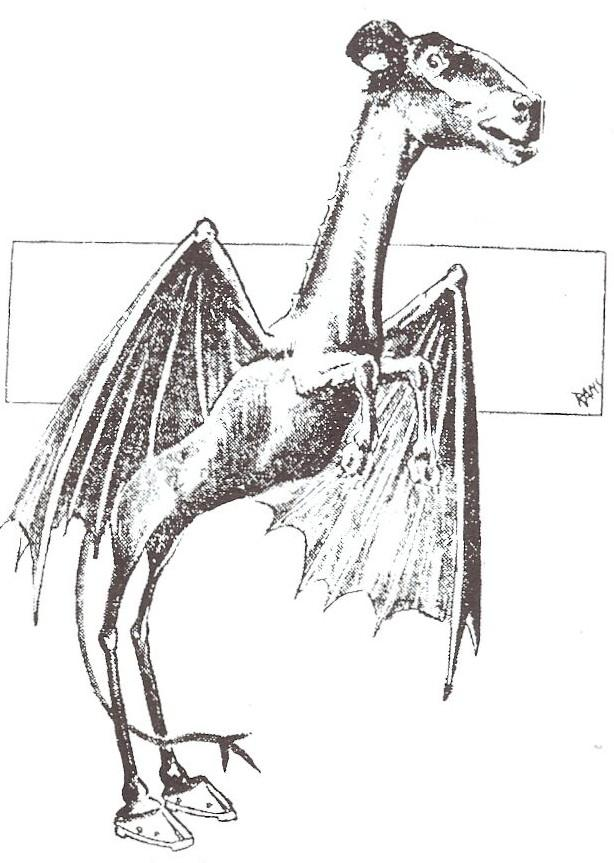
Легендарный Дьявол из Джерси в традиционном представлении (на илл.) не имеет ничего общего с джерсийским дьяволом из эпизода.

На написание сценария к эпизоду Криса Картер вдохновило эссе американского биолога Эдварда Уилсона о муравьях и статья, рассматривающая вопрос саморазрушительного потенциала человечества. Выдвинутая в статье идея о людях, как о хищниках, пожирающих собственный хвост, была развита Картером в сценарий, центральной концепцией которого стал возврат человека разумного к неандертальцу. Картер посчитал, что лучше представить зрителю не «типичное похожее на Бигфута мохнатое существо», а «почти как промежуточное звено» между Бигфутом и человеком, роль которого и исполнил джерсийский дьявол. Персонажа Картер создавал, руководствуясь мифами о джерсийском дьяволе, но «дьявол» Картера значительно отличается от мифического существа. Для воплощения персонажа на экране был использован костюм оборотня, созданный Грегом Кэнномом для другого проекта. В некоторых сценах исполнительнице роли существа, Клэр Стэнсфилд, было необходимо появиться голой, для чего её одевали в специальный костюм или закрывали грудь волосами. Впоследствии актриса с благодарностью отзывалась о членах съёмочной группы, работавших над этим аспектом.
Место действия эпизода было определено Картером, так как он сам был хорошо знаком с Атлантик-Сити и считал его «практически [символом] разложения Западной цивилизации». Некоторые сцены были отсняты возле особняка (координаты: 49°15′19″ с. ш. 123°08′16″ з. д.) в Ванкувере, который в эпизоде одновременно служил местом работы Роба, рестораном и таунхаусом, причём все эти сцены были сняты за один день. Позднее этот же особняк появился в начальной сцене эпизода «Огонь». Сцены в лесу были сняты в отдалённой, лесистой местности, куда можно было добраться только на больших грузовиках, тогда как все натурные сцены в городе снимались рядом с магазином листового металла и внутри самого здания. Сцена с Малдером в казино была отснята в Ванкувере, на фоне голубого экрана. Кадры с казино были вмонтированы в пост-производственный период ввиду относительной дешевизны такого подхода.
В эпизоде была сделана попытка лучше раскрыть персонаж Скалли и подчеркнуть её женственность. В частности, сцены, где Скалли идёт на день рождения крестника, общается с подругой и отправляется на свидание с мужчиной, были включены, чтобы показать, от какой жизни она отказывается ради работы над «Секретными материалами». Картер пояснял, что хотел «создать для Скалли объект романтического интереса, чтобы увеличить сексуальное напряжение между ней и Малдером».

## Эфир и отзывы
«Дьявол из Джерси» вышел в эфир на канале Fox 8 октября 1993 года. По шкале Нильсена эпизод получил рейтинг 6,6 с 12-процентной долей, что означает, что из всех телевизоров в стране 6,6 работал в день премьеры, и 12 процентов из этого количества было настроено на просмотр «Секретных материалов». Общее количество домохозяйств, видевших премьеру, оценивается в 6,2 миллиона.
От критиков эпизод получил смешанные отзывы, среди которых было больше отрицательных. В ретроспективном обзоре первого сезона Entertainment Weekly присудил «Джерсийскому дьяволу» оценку «C» (2 балла из 4-х), назвав эпизод «банальным» и полным «ненужного философствования», однако, отметив перспективность сюжетной линии, касающейся личной жизни Скалли. Кит Фиппс в статье для The A.V. Club дал эпизоду аналогичную оценку. Сцены личной жизни Скалли и пребывания Малдера среди бездомных критик назвал «эффективно сделанными», но сам эпизод назвал «довольно глупым», так как «неплохая идея была заведена в тупик». Продюсер сериала Джеймс Вонг также критично оценил эпизод. По словам Вонга, «Дьявол из Джерси» «выдохся посредине. [Он] ни к чему не пришёл, там было недостаточно усложнений», хоть он и был «прекрасно снят».